# فاني فيشر
فانيا فيشر (بالألمانية: Fanny Fischer)‏ (و. 1986  م) هي راكبة الكنو ألمانية، ولدت في بوتسدام، شاركت في الألعاب الأولمبية الصيفية 2008، وركوب الكنو في الألعاب الأولمبية الصيفية 2008 – سيدات كاياك 4 500 متر ‏.

## روابط خارجية
- فاني فيشر على موقع أوليمبيديا (الإنجليزية)